# Leichtathletik-Weltmeisterschaften 2019/Teilnehmer (Turkmenistan)
| Gelbes Symbol für Goldmedaillen mit stilisierten Olympischen Ringen | Graues Symbol für Silbermedaillen mit stilisierten Olympischen Ringen | Braundes Symbol für Bronzemedaillen mit stilisierten Olympischen Ringen |
| ------------------------------------------------------------------- | --------------------------------------------------------------------- | ----------------------------------------------------------------------- |
| —                                                                   | —                                                                     | —                                                                       |

Der Leichtathletikverband von Turkmenistan nahm an den Leichtathletik-Weltmeisterschaften 2019 in Doha teil. Eine Athletin wurde vom Verband aus Turkmenistan nominiert.

## Ergebnisse

### Frauen

#### Laufdisziplinen
| Athletin         | Disziplin    | Vorlauf | Vorlauf | Halbfinale | Halbfinale | Finale | Finale |
| Athletin         | Disziplin    | Zeit    | Platz   | Zeit       | Platz      | Zeit   | Platz  |
| ---------------- | ------------ | ------- | ------- | ---------- | ---------- | ------ | ------ |
| Irina Welihanowa | 100 m Hürden | 14,79 s | 36      | DNQ        | DNQ        | –      | –      |